# مناطق اداره خودمختار شمال و شرق سوریه
ادارهٔ خودمختار شمال و شرق سوریه، که به آن روژاوا نیز گفته می‌شود، به چندین منطقه خودگردان تقسیم می‌شود. کانتون عفرین، کانتون جزیره و کانتون فرات سه کانتون اولیه‌ای هستند که در ژانویهٔ سال ۲۰۱۴ تأسیس شده‌اند. در ادامه نیز سه کانتون دیگر و چند منطقه و نواحی به ادارهٔ خودمختار ملحق شدند. هدف تأسیس این مناطق ادارهٔ جامعه به صورت خودمختار است.

## فهرست
| مناطق       | مناطق           | نام رسمی (زبان)                                                                        | پایتخت        | بزرگ‌ترین شهر |
| ----------- | --------------- | -------------------------------------------------------------------------------------- | ------------- | ------------ |
|             | کانتون جزیره    | - إقلیم الجزیرة (عربی) - Herêma Cizîrê (کردی) - ܦܢܝܬܐ ܕܓܙܪܬܐ (سریانی کلاسیک)           | قامشلی        | حسکه         |
|             | کانتون فرات     | - إقلیم الفرات (عربی) - Herêma Firatê (کردی) - ܦܢܝܬܐ ܕܦܪܬ (سریانی کلاسیک)              | کوبانی        | کوبانی       |
|             | کانتون عفرین    | - إقلیم عفرین (عربی) - Herêma Efrînê (کردی) - ܦܢܝܬܐ ܕܥܦܪܝܢ (سریانی کلاسیک)             | تل رفعت       | تل رفعت      |
| Raqqa       | کانتون رقه      | - إقلیم الرقة (عربی) - Herêma Reqayê (کردی) - ܦܢܝܬܐ ܕܪܩܗ (سریانی کلاسیک)               | رقه           | رقه          |
| Tabqa       | کانتون طبقه     | - إقلیم الطبقة (عربی) - Herêma Tebqayê (کردی) - ܦܢܝܬܐ ܕܛܒܩܗ (سریانی کلاسیک)            | طبقه          | طبقه         |
| Manbij      | کانتون منبج     | - إقلیم منبج (عربی) - Herêma Minbicê (کردی) - ܦܢܝܬܐ ܕܡܒܘܓ (سریانی کلاسیک)              | منبج          | منبج         |
| Deir ez-Zor | کانتون دیرالزور | - إقلیم دیر الزور (عربی) - Herêma Dêra Zorê (کردی) - ܦܢܝܬܐ ܕܕܝܪ ܐܠ ܙܘܪ (سریانی کلاسیک) | جزرة البوحمید | هجین         |